# Zagadka przeznaczenia
Zagadka przeznaczenia (ang. The City of Your Final Destination) – amerykański film dramatyczny z 2009 roku w reżyserii Jamesa Ivory’ego, powstały na podstawie powieści Petera Camerona. Wyprodukowany przez wytwórnię Screen Media Films.
Premiera filmu odbyła się 16 kwietnia 2010 w Stanach Zjednoczonych.

## Fabuła
Film opisuje historię 28-letniego doktoranta z Uniwersytetu w Kolorado Omara Razaghiego, który pracuje nad biografią nieżyjącego pisarza Julesa Gunda. Przed publikacją mężczyzna musi uzyskać zgodę rodziny twórcy, m.in. jego brata Adama (Anthony Hopkins) i wdowy Caroline (Laura Linney). Omar jedzie do Urugwaju. Wizyta u Gundów obfituje w zaskakujące zdarzenia.

## Obsada
- Omar Metwally jako Omar Razaghi
- Anthony Hopkins jako Adam Gund
- Laura Linney jako Caroline Gund
- Charlotte Gainsbourg jako Arden Langdon
- Norma Aleandro jako pani Van Euwen
- Alexandra Maria Lara jako Deirdre Rothemund
- Hiroyuki Sanada jako Pete

## Produkcja
Zdjęcia do filmu kręcono w Boulder (Kolorado), na Uniwersytecie Kolorado oraz w Buenos Aires (Argentyna).

## Odbiór
Film Zagadka przeznaczenia spotkał się z mieszaną reakcją krytyków. Agregujący recenzje filmowe serwis Rotten Tomatoes, w oparciu o pięćdziesiąt pięć omówień, okazał filmowi 38-procentowe wsparcie (średnia ocena wyniosła 5,3 na 10). Na portalu Metacritic średnia ocen z 19 recenzji wyniosła 52 punkty na 100.